# Kuksita
La kuksita és un mineral de la classe dels fosfats, que pertany al grup de la dugganita. Rep el nom en honor d'A.I. Kuks (1906–), el descobridor del dipòsit de Kuranakh, la seva localitat tipus.

## Característiques
La kuksita és un fosfat de fórmula química Pb₃Zn₃(PO₄)₂(TeO₆). Cristal·litza en el sistema trigonal. La seva duresa a l'escala de Mohs és 5.
Segons la classificació de Nickel-Strunz, la kuksita pertany a «08.DL - Fosfats, etc, amb cations de mida mitjana i gran, (OH, etc.):RO₄ = 2:1» juntament amb els següents minerals: foggita, cyrilovita, mil·lisita, wardita, agardita-(Nd), agardita-(Y), agardita-(Ce), agardita-(La), goudeyita, mixita, petersita-(Y), zalesiïta, plumboagardita, calciopetersita, cheremnykhita, dugganita, wallkilldellita-(Mn), wallkilldellita-(Fe) i angastonita.

## Formació i jaciments
Va ser descoberta al jaciment de Delbe, al dipòsit d'or de Kuranakh, situat a la localitat d'Aldan (Sakhà, Districte Federal de l'Extrem Orient, Rússia). També ha estat descrita en altres cinc indrets dels Estats Units, repartits entre els estats d'Arizona, Califòrnia i Montana.